# Åklagarnas grader i Ryssland

Tjänstemärke för Ryska federationens generalprokuratorsämbete.

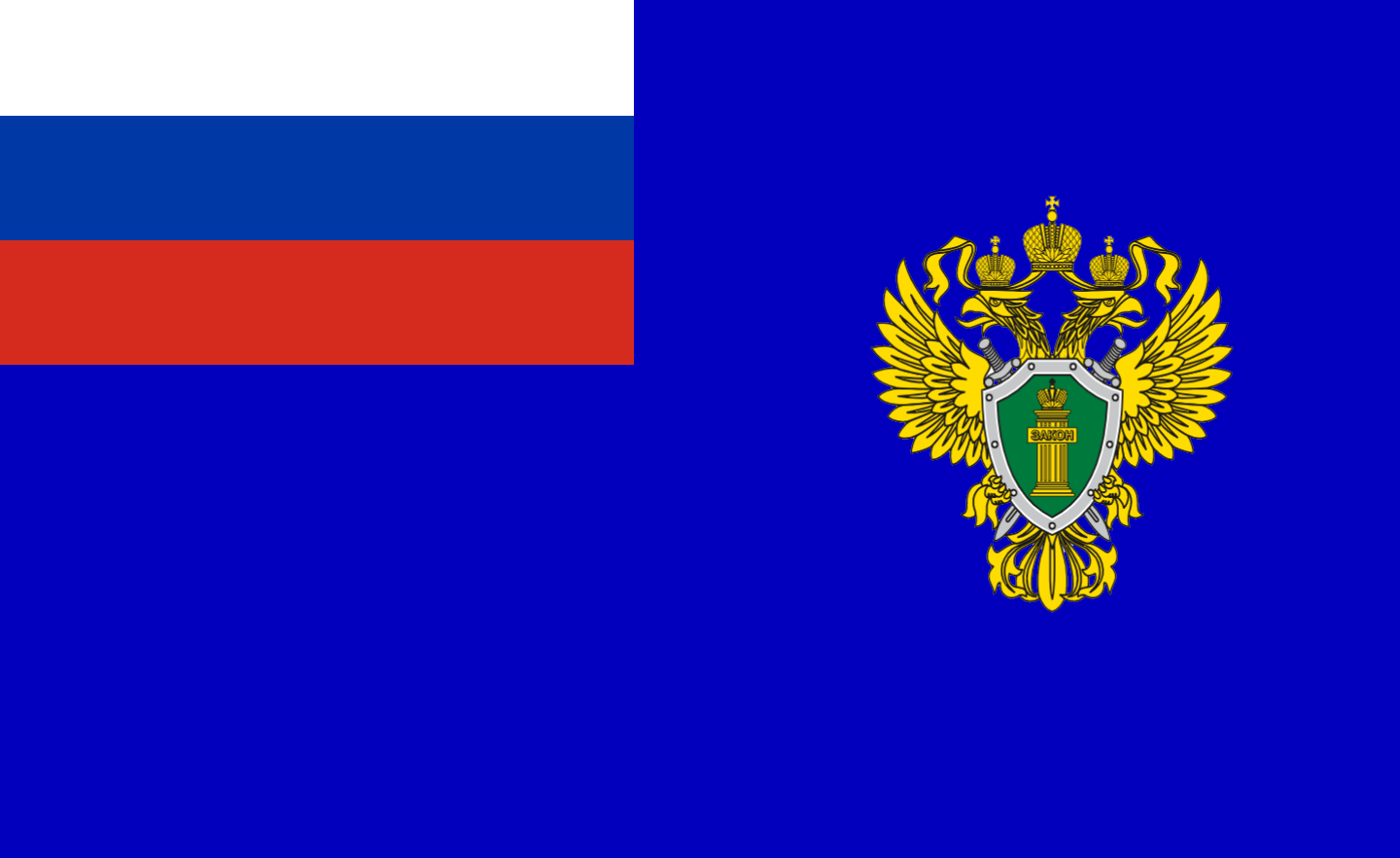
Flagga för Ryska federationens generalprokuratorsämbete.

Åklagarnas grader i Ryssland visar den hierarkiska ordningen inom det ryska åklagarväsendet. Åklagarna är uniformerade och innehar civila tjänsteklasser (Классные чины), som utmärks genom gradbeteckningar på uniformen. 
| Civil tjänstegrad                                                           | Gradbeteckning | Svensk motsvarighet |
| --------------------------------------------------------------------------- | -------------- | ------------------- |
| Действительный государственный советник юстиции (Verkligt justitiestatsråd) | [ a ]          | Riksåklagaren       |
| Государственный советник юстиции 1-го класса (Justitiestatsråd 1. klassen)  | [ b ]          | Vice riksåklagare   |
| Государственный советник юстиции 2-го класса (Justitiestatsråd 2. klassen)  |                | Överåklagare        |
| Государственный советник юстиции 3-го класса (Justitiestatsråd 3. klassen)  |                | Vice överåklagare   |
| Старший советник юстиции (Äldre justitieråd)                                |                | Chefsåklagare       |
| Советник юстиции (Justitieråd)                                              |                | Vice chefsåklagare  |
| Младший советник юстиции (Yngre justitieråd]                                |                | Kammaråklagare      |
| Юрист 1-го класса (Jurist 1. klassen)                                       |                | Assistentåklagare   |
| Юрист 2-го класса (Jurist 2. klassen)                                       |                | Assistentåklagare   |
| Юрист 3-го класса (Jurist 3. klassen)                                       |                | Assistentåklagare   |
| Младший юрист (Yngre jurist)                                                |                | Assistentåklagare   |

1. ↑  Ryska Federationens generalprokurator innehar denna tjänstegrad.
2. ↑  Ryska Federationens biträdande eneralprokurator innehar denna tjänstegrad.

## Bildgalleri

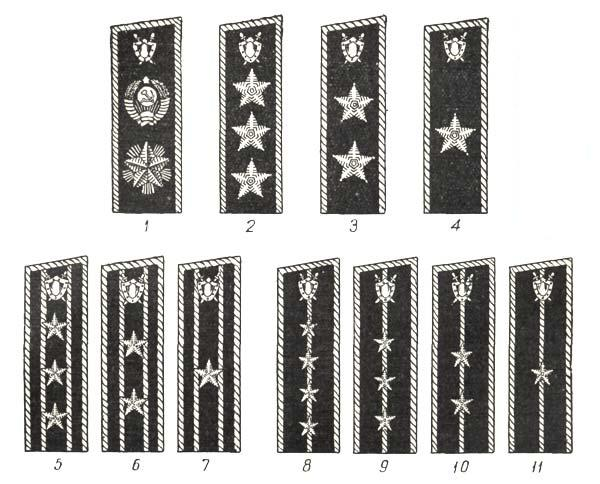
Gradbeteckningar för åklagare; kragspeglar modell 1954.
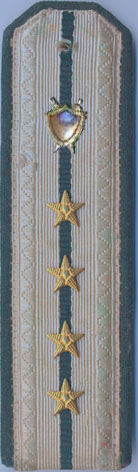
Gradbeteckning för åklagare; epåletter modell 1943.